# 张学良旧宅
张学良旧宅建于1921年，是张学良在天津的故居。位于当时的天津法租界的丰领事路（今和平区赤峰道78号），该建筑目前是天津市文物保护单位和重点保护等级历史风貌建筑。

## 历史
张学良旧宅以张作霖五夫人张寿懿的名义购自法国驻天津领事馆。张学良在1920年代至1930年代来天津常住此处。1949年之后，由张寿懿之子张学铨出租管理。1956年，该建筑交由中华人民共和国国家经营。后来曾辟为少帅府大酒楼。
经过两年多整修，2012年7月，张学良故居博物馆在张学良旧宅对外开放。张学良故居博物馆收藏有300多件物品，再现了张家在1920年代至1930年代来天津常住时的生活。

## 建筑
张学良旧宅建筑面积1270．4平方米。建筑总面积1401．65平方米，总占地面积1．495市亩。有前后两幢楼房，均为砖木结构，共有楼房42间，前楼为三层带地下室，建于1921年；后楼为二层，建于1926年。前楼正面二至三层设有平台，并且层层向后退缩，外立面的柱子、栏杆、柱墩上饰雕有花盆，是一所西洋集仿式楼房。